# Вільям Фрідкін
Вільям Фрідкін (англ. William Friedkin, 29 серпня 1935, Чикаго, Іллінойс — 7 серпня 2023, Лос-Анджелес, Каліфорнія) — американський режисер і сценарист, майстер жанру «трилер». Широко відомий постановкою картин «Той, що виганяє диявола» і «Французький зв'язковий», завдяки яким, поряд з Френсісом Фордом Копполою, Майклом Чіміно і Пітером Богдановичем, став одним з головних режисерів Нового Голлівуду.
«Французький зв'язковий» приніс Фрідкін премію «Оскар» за найкращу режисуру. Надалі фільми Фрідкіна супроводжувалися значно меншим успіхом.

## Життєпис
Вільям Фрідкін народився в місті Чикаго, штат Іллінойс, в сім'ї колишнього напівпрофесійного гравця в софтбол і продавця чоловічого одягу Луїса Фрідкіна і його дружини Рейчел. Батько ніколи не заробляв більше 50 доларів на тиждень і згодом помер у бідності. Мати Вільяма працювала медсестрою в операційній і мала постійний дохід. Батьки Вільяма були єврейськими іммігрантами з України. Після перегляду в дитячому віці фільму Орсона Уеллса «Громадянин Кейн», який справив на нього колосальне враження, Вільям вирішив, що його майбутнє повинно бути пов'язано з кіно. Закінчивши школу, він почав працювати в чигагській телекомпанії WGN-TV і почав свою режисерську кар'єру зі зйомок телешоу в прямому ефірі і документальних фільмів, призначених для телебачення. Один з його документальних фільмів, «Народ проти Пола Крампа» (англ. The People vs. Paul Crump), що розповідав про засудженого на смерть афроамериканців, який був побитий поліцейськими, перш ніж зізнався у вбивстві, отримав нагороду Кінофестивалю в Сан-Франциско. Згодом смертний вирок був замінений Крампу на довічне ув'язнення.
У 1965 році Вільям переїхав до Голлівуду, де зняв останній епізод для телешоу «Година Альфреда Хічкока» (англ. The Alfred Hitchcock Hour), під назвою «Розпал сезону» (англ. Off Season). Хічкок дав пораду на майбутнє молодому режисерові, щоб той не звикав до режисерського ремесла.
Першим голлівудським фільмом Фрідкіна стала музична комедія «Добрі часи» (англ. Good Times), за участю дуету Сонні і Шер. Фільм 1967 став дебютним в ігровому кіно не тільки для Фрідкіна, а й для дуету музикантів. Сюжет будувався навколо Сонні, який отримав контракт в кіно і фантазуючого про майбутні сценарії. Фільм включав в себе елементи пародій, через що отримав посередні відгуки. Згодом Сонні і Шер продовжили успішну спільну кар'єру на телебаченні, продовжуючи записуватися до розпаду їхнього шлюбу та дуету.
Другий фільм «Вечірка в день народження» (англ. The Birthday Party; інший варіант перекладу — «День народження») Фрідкін поставив в наступному році за однойменною п'єсою Гарольда Пінтера. Критик Гарольд Клурмен у своєму огляді журналу The Nation охарактеризував фільм як «фантазію на тему страху і кримінального переслідування». А рецензент Evening Standard зауважив, що фільм подібний п'єсі «дослідженням влади, яка сіє сумніви, страх, тремтяче освітлення і лякаючі передчуття в чотирьох стінах вітальні в приморському пансіоні, де Стенлі (Роберт Шоу), квартирант, знайшов притулок від якоїсь провини, злочину, зради, але фактично ця причина не називається». Фільм «Ніч, коли наїхали на заклад Мінскі» (англ. The Night They Raided Minsky's) Фрідкін поставив в жанрі музичної комедії і випустив в тому ж році. Фільм отримав хороші огляди для пародії свого часу. Журнал Time назвав фільм «прощальної валентинкою жанру старого доброго бурлеску».
Найпомітнішим фільмом на ранньому етапі став фільм 1970 року «Оркестранти» (англ. The Boys in the Band), що торкався гомосексуальної проблематики. Критичні огляди та рецензії «Оркестрантів» здебільшого були позитивними. Фільм став знаковим для Фрідкіна, саме тоді його помітили великі кінокомпанії.
Вільям Фрідкін помер 7 серпня 2023 року у Лос-Анджелесі, штат Каліфорнія, в 87-річному віці.

## Фільмографія
- 1967 — Хороші часи / Good Times
- 1971 — Французький зв'язковий / The French Connection
- 1973 — Той, що виганяє диявола / The Exorcist
- 1977 — Чаклун / Sorcerer
- 1978 — Пограбування Брінкса / The Brink's Job
- 1980 — Розшукуючий / Cruising
- 1983 — Угода століття / Deal of the Century
- 1985 — Жити і померти в Лос-Анджелесі / To Live and Die in L.A.
- 1986 — Спецназ «К.Е.Т.» / C.A.T. Squad
- 1987 — Шаленство / Rampage
- 1988 — Спецназ «К.Е.Т.» 2 / C.A.T. Squad: Python Wolf
- 1990 — Опікун / The Guardian
- 1995 — Нефрит / Jade
- 1994 — Азартна гра / Blue Chips
- 1997 — 12 розгніваних чоловіків / 12 Angry Men
- 2000 — Правила бою / Rules of Engagement
- 2003 — Загнаний / The Hunted
- 2011 — Кілер Джо / Killer Joe

## Громадська позиція
У липні 2018 підтримав петицію Асоціації французьких кінорежисерів на захист ув'язненого у Росії українського режисера Олега Сенцова